# Гразульф
Гразу́льф або Гразульф II (дехто вважає, що існував Гразульф I, дід Гразульфа II), герцог Фріульський (617—651), син герцога Гізульфа I.
Спадкував престол після підступного вбивства своїх племінників Тассо і Какко екзархом Равенським Григорієм, який запросив їх в Одерцо на урочисту церемонію обрізання борід. Інші племінники Радоальд і Грімоальд утекли до свого родича герцога Беневентського Арехіза I. Обидва вони згодом стали герцогами Беневентськими, а Грімоальд був навіть королем лангобардів.
Помер у Чівідале дель Фріулі.